# Thomas Haden Church

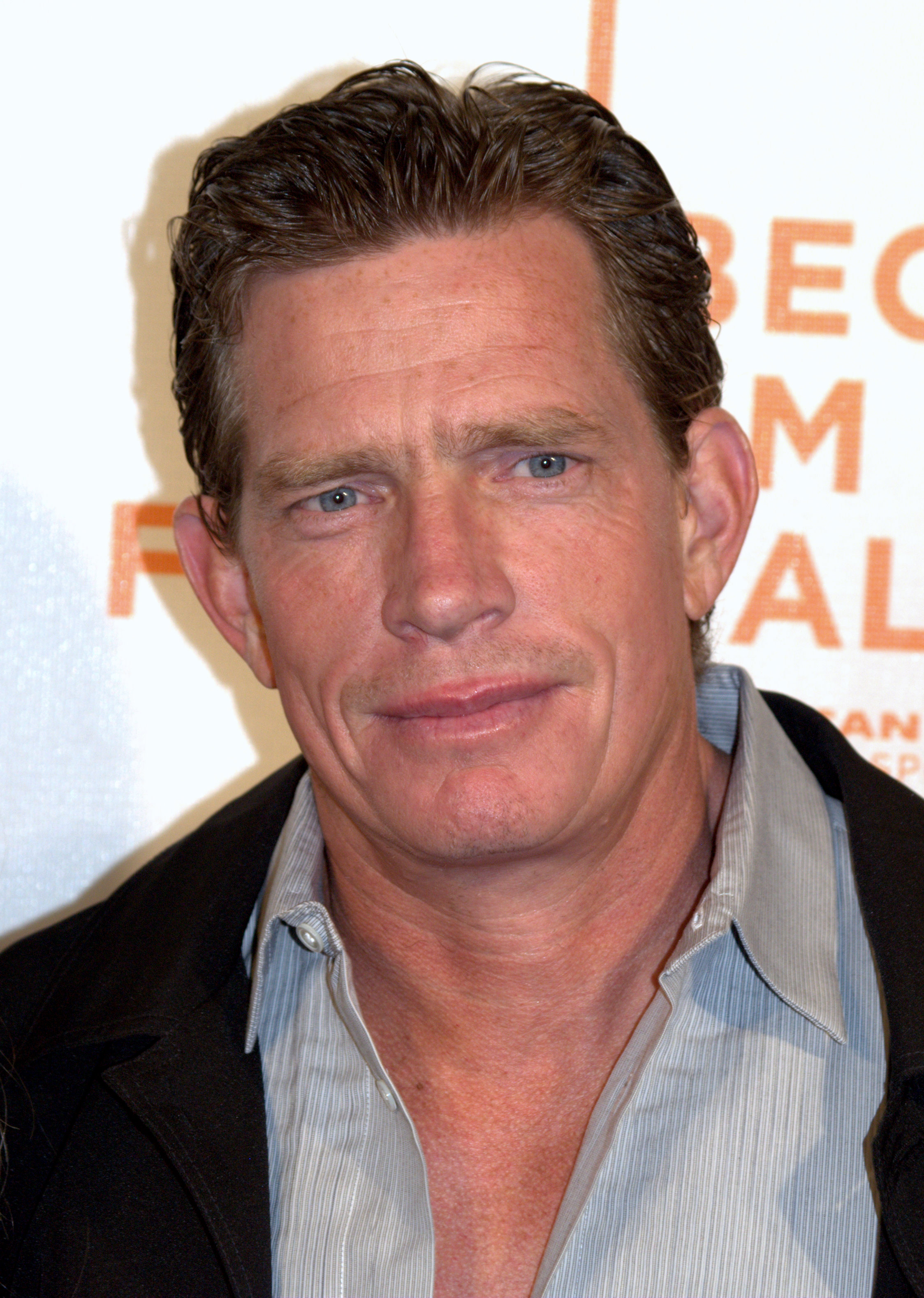
Thomas Haden Church (2009)

Thomas Haden Church (* 17. Juni 1960 in El Paso, Texas als Thomas Richard McMillen) ist ein US-amerikanischer Schauspieler.

## Leben
Thomas Haden Church wurde als viertes von sechs Kindern unter dem Namen Thomas Richard McMillen geboren. Er war der Sohn eines Army-Offiziers und einer Telefonistin. Allerdings wurde er unter dem Nachnamen seines Stiefvaters, „Quesada“, in Laredo, Texas großgezogen. Als er alt genug war, änderte er seinen Nachnamen in „Haden Church“, welcher sich auch in seinem Familienstammbaum finden lässt. Er machte 1979 seinen Schulabschluss an der Harlingen High School in Harlingen, Texas und besuchte anschließend die University of North Texas.
Thomas Haden Church startete seine Karriere bei einem Radiosender. Eine Rolle in einem Independentfilm brachte ihn dazu, nach Kalifornien zu ziehen und eine Schauspielkarriere zu beginnen. Church spielte von 1990 bis 1995 den Mechaniker Lowell Mather in der Sitcom Überflieger. Von 1995 bis 1997 spielte er an der Seite von Debra Messing in der Sitcom Ned & Stacey einen Kreativen aus der Werbebranche.
Church war auch auf der Kinoleinwand zu sehen. Sein erster Kinofilm war 1993 Tombstone. Er spielte unter anderem den bösen Verlobten von Ursula, die von Titelheld George (Brendan Fraser) in der Tarzan-Parodie George – Der aus dem Dschungel kam befreit wird. Es folgten weitere kleine Filmrollen.
2003 brachte er als Drehbuchautor und Regisseur den Film Rolling Kansas in die Kinos, der auf dem Sundance Film Festival Premiere feierte.
2004 spielte er neben Paul Giamatti in dem von Kritikern gelobten Independentfilm Sideways von Alexander Payne eine der beiden zentralen Rollen. Für seine Darstellung des Frauenhelden und abgehalfterten Schauspielers Jack gewann er zahlreiche Preise, unter anderem den Independent Spirit Awards als bester Nebendarsteller. In der gleichen Kategorie wurde er auch für den Golden Globe und den Oscar nominiert.
In der Comicverfilmung Spider-Man 3 (mit Tobey Maguire), die am 1. Mai 2007 in die deutschen Kinos kam, spielte er die Rolle des Bösewichts „Sandman“. Wenige Monate später wurde er für die Rolle des Tom Harte in dem Fernsehzweiteiler Broken Trail mit dem Emmy als Bester Nebendarsteller in einer Miniserie oder einem Fernsehfilm ausgezeichnet.
In den Jahren danach spielte Church vor allem diverse Rollen in Filmkomödien, darunter in Smart People, Zuhause ist der Zauber los und Verrückt nach Steve. 2015 hatte er eine größere Rolle in dem Familiendrama Max.
2021 kehrte er für Spider-Man: No Way Home ein weiteres Mal in seine alte Rolle als Sandman zurück, wobei er allerdings (wie auch Schauspielkollege Rhys Ifans) während der Dreharbeiten aus Termingründen gar nicht persönlich am Set vor der Kamera stand, sondern durch CGI-Animation visuell zurück auf die Kinoleinwand gebracht wurde.
Seit 2007 ist Thomas Haden Church mit Mia Church verheiratet und hat mit ihr zwei gemeinsame Kinder. Sie leben auf einer Ranch in Bandera County, welche Church bereits 1998 kaufte.

## Filmografie

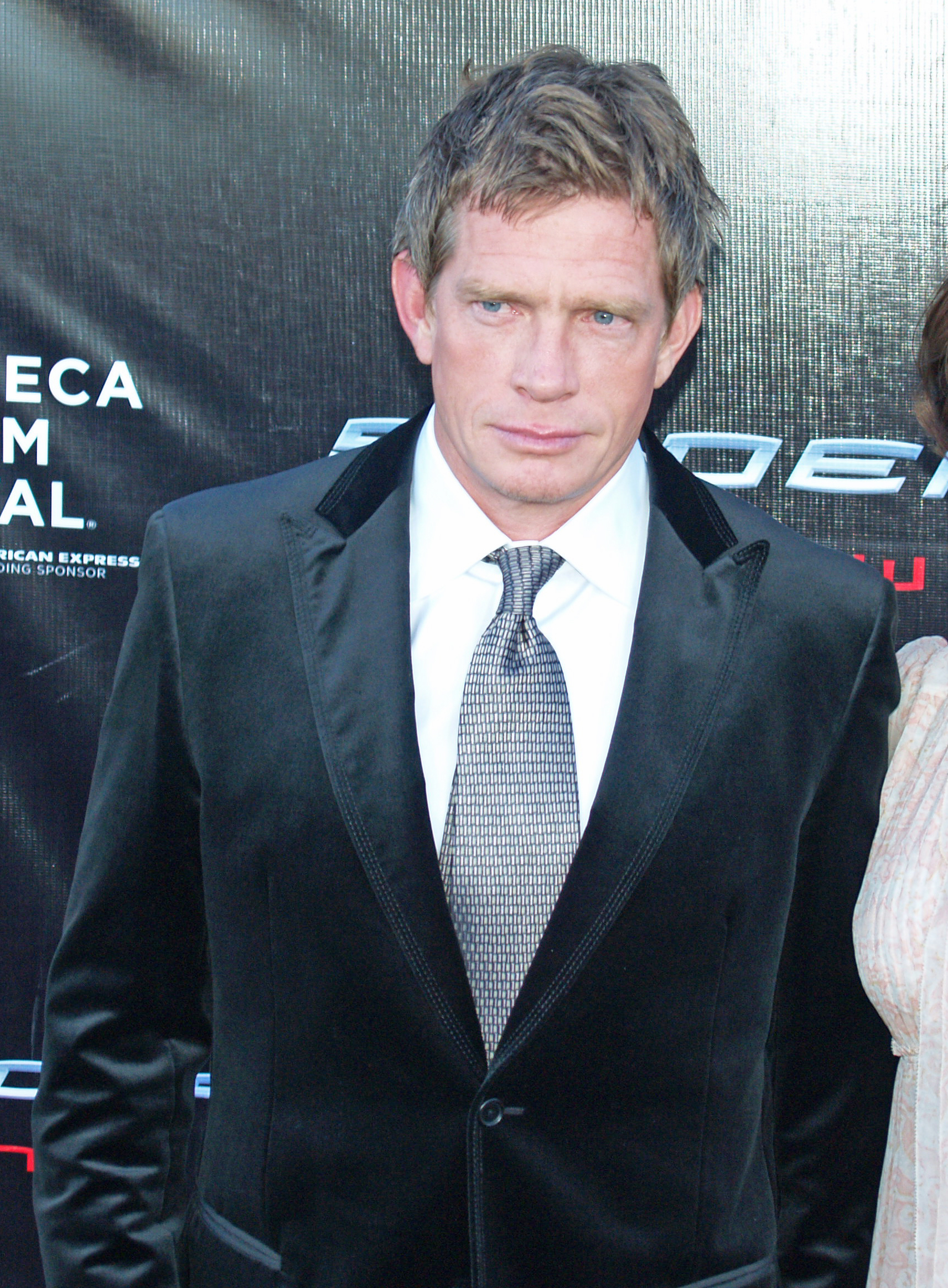
Thomas Haden Church (2007)

- 1989: 21 Jump Street – Tatort Klassenzimmer (21 Jump Street, Fernsehserie, eine Episode)
- 1989: Booker (Episode 9, Der Sohn von Nummer 1)
- 1990–1995: Überflieger (Wings, Fernsehserie, 123 Episoden)
- 1993: Palm Springs Detectives – Ausweglose Jagd (Fugitive Nights: Danger in the Desert)
- 1993: Tombstone
- 1995–1997: Ned & Stacey (Ned and Stacey, Fernsehserie, 47 Episoden)
- 1995: Ritter der Dämonen (Tales from the Crypt: Demon Knight)
- 1997: One Night Stand
- 1997: George – Der aus dem Dschungel kam (George of the Jungle)
- 1998: Free Money
- 1998: Susan’s Plan
- 1998: Mr. Murder – Er wird dich finden … (Mr. Murder)
- 1999: Märchenprinz verzweifelt gesucht (Goosed)
- 2000: The Specials
- 2001: Crime is King (3000 Miles to Graceland)
- 2002: Behind the Badge – Mord im Kleinstadtidyll (Behind the Badge)
- 2002: Cowboys und Idioten (Lone Star State of Mind)
- 2003: Rolling Kansas (auch als Regisseur und Drehbuchautor)
- 2003: George, der aus dem Dschungel kam 2 (George of the Jungle 2)
- 2004: Sideways
- 2004: Spanglish
- 2006: Ab durch die Hecke (Over the Hedge, Synchronstimme des Kammerjägers)
- 2006: Broken Trail
- 2006: Idiocracy (Cameo)
- 2006: Schweinchen Wilbur und seine Freunde (Charlotte’s Web, Synchronstimme von Brook der Krähe)
- 2007: Spider-Man 3
- 2008: Smart People
- 2009: Die Noobs – Klein aber gemein (Aliens in the Attic)
- 2009: Don McKay
- 2009: Zuhause ist der Zauber los (Imagine that)
- 2009: Verrückt nach Steve (All About Steve)
- 2010: Einfach zu haben (Easy A)
- 2011: Wir kaufen einen Zoo (We Bought a Zoo)
- 2011: Killer Joe
- 2012: John Carter – Zwischen zwei Welten (John Carter)
- 2013: Lucky Them – Auf der Suche nach Matthew Smith (Lucky Them)
- 2014: Den Himmel gibt’s echt (Heaven Is for Real)
- 2015: Max
- 2015: Daddy’s Home – Ein Vater zu viel (Daddy’s Home)
- 2016–2019: Divorce (Fernsehserie, 24 Episoden)
- 2017: Crash Pad
- 2019: Hellboy – Call of Darkness (Hellboy)
- 2019: The Peanut Butter Falcon
- 2020: The 24th
- 2021: Spider-Man: No Way Home
- 2023: Twisted Metal (Fernsehserie)
- 2024: Horizon: An American Saga

## Auszeichnungen
- Boston Society of Film Critics Award für das beste Ensemble – Sideways
- Boston Society of Film Critics Award für den besten Nebendarsteller – Sideways
- Broadcast Film Critics Association Award für das beste Ensemble – Sideways
- Broadcast Film Critics Association Award für den besten Nebendarsteller – Sideways
- Central Ohio Film Critics Award für den besten Nebendarsteller – Sideways
- Chicago Film Critics Association Award für den besten Nebendarsteller – Sideways
- Dallas-Fort Worth Film Critics Association Award für den besten Nebendarsteller – Sideways
- Florida Film Critics Circle Award für den besten Nebendarsteller – Sideways
- Iowa Film Critics Award für den besten Nebendarsteller – Sideways
- Independent Spirit Award für den besten Nebendarsteller – Sideways
- Kansas City Film Critics Circle Award für den besten Nebendarsteller – Sideways
- Los Angeles Film Critics Association Award für den besten Nebendarsteller – Sideways
- National Board of Review Award für den besten Nebendarsteller – Sideways
- National Society of Film Critics Award für den besten Nebendarsteller – Sideways
- Online Film Critics Society Award für den besten Nebendarsteller – Sideways
- Phoenix Film Critics Society Award für den besten Nebendarsteller – Sideways
- Phoenix Film Critics Society Award für das beste Ensemble – Sideways
- San Francisco Film Critics Circle Award für den besten Nebendarsteller – Sideways
- Satellite Award für den besten Nebendarsteller – Sideways
- Screen Actors Guild Award für das beste Ensemble – Sideways
- Seattle Film Critics Award für den besten Nebendarsteller – Sideways
- Southeastern Film Critics Association Award für den besten Nebendarsteller – Sideways
- Nominierung: Academy Award für den besten Nebendarsteller – Sideways
- Nominierung: Golden Globe Award für den besten Nebendarsteller – Sideways
- Nominierung: Screen Actors Guild Award für den besten Nebendarsteller – Sideways